# Jardin de Kyū Shiba Rikyū
Le jardin de Kyū Shiba Rikyū (旧芝離宮恩賜庭園), aussi appelé Kyū Shiba Rikyū Onshi Teien (« jardins de l'ancienne ville Shiba ») est un jardin japonais ouvert au public et ancien jardin impérial, situé dans l'arrondissement de Minato, à Tokyo au Japon. Le jardin est l'un des deux jardins de clan de l'époque d'Edo survivant dans le Tokyo moderne, l'autre étant le Koishikawa Kōraku-en à Koishikawa, arrondissement de Bunkyō. Le Kyū Shiba Rikyū, souvent considéré comme le jardin le plus magnifiquement conçu à Tokyo était autrefois appelé le « plus beau site du Japon ».

## Histoire
Le site du jardin de Kyū Shiba Rikyū Garden fait à l'origine partie de la baie de Tokyo. Le terrain est mis en état entre 1655 et 1658. En 1678, le site est utilisé pour la résidence de style officiel samouraï résidence de style de Ōkubo Tadamoto (1604–1670), membre du clan Ōkubo et fonctionnaire du shogunat Tokugawa. Le jardin de la résidence est dessiné par des paysagistes du domaine d'Odawara, sous la direction d'un daimyo du clan Ōkubo jusqu'en 1614. Le jardin est alors connu sous le nom « Rakujuen ». À cette époque, le jardin comprend une plage de la baie de Tokyo. Cependant, tandis que Tokyo s'agrandit, la mer à côté du jardin est comblée, et il n'y a plus aucun lien avec l'océan. Un bras de mer restant n'est pas utilisé.
La résidence change de propriétaire au cours du temps, et autour de 1860 appartient à la famille Kishū du clan Tokugawa. En 1871, la propriété passe au clan Arisugawa-no-miya. En 1875, l'agence impériale acquiert la résidence qui devient la villa impériale Shiba détachée et en 1891 une maison d'hôte de style européen est construite.
Lors du séisme de 1923 de Kantō (le 1er septembre 1923), tous les bâtiments et les arbres du site sont détruits par le feu. Par la suite, en janvier 1924, le site est remis à la Ville de Tokyo dans le cadre des célébrations précédant l'ère Shōwa (1926 à 1989) de l'empereur Hirohito.
Le jardin est reconstruit et ouvert au public le 20 avril 1924. En 1979, le gouvernement japonais désigne le jardin « lieu de beauté scénique » et « site d'intérêt historique ». La taille du jardin, cependant, est réduite pour faire place à la voie ferrée sur le côté nord.

## Agencement

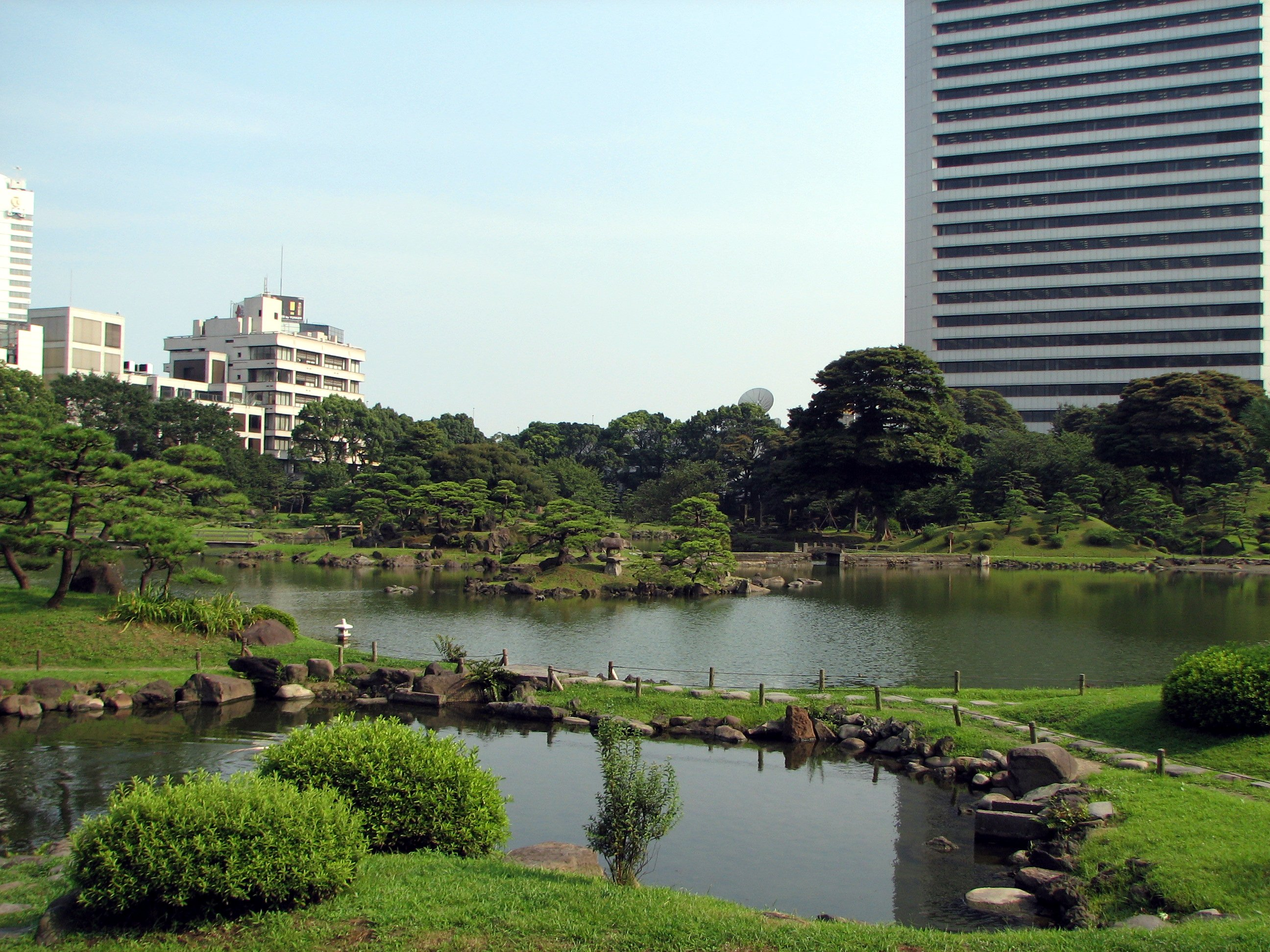
Vue du jardin

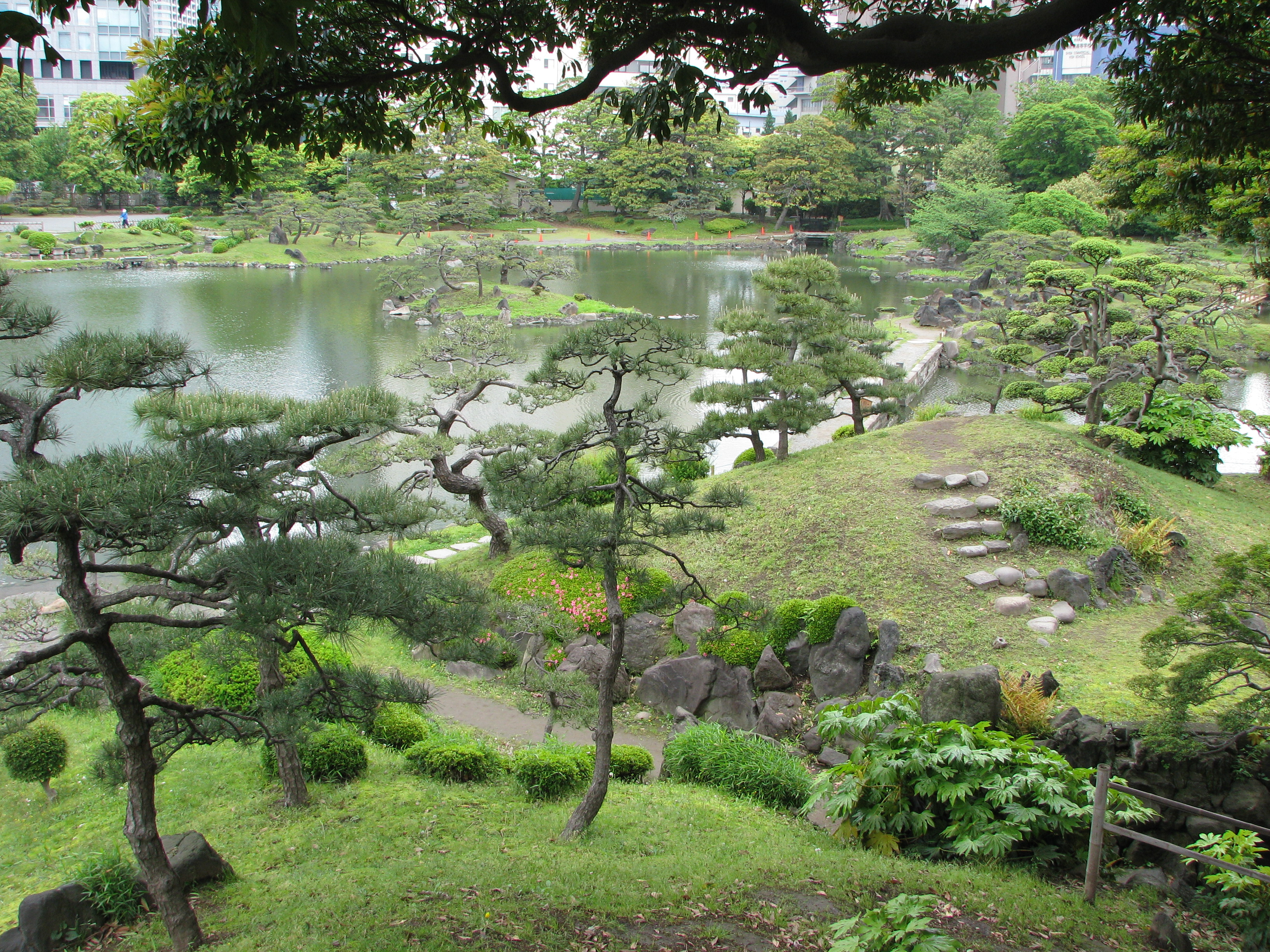
Vue de l'étang et des îles Ukishima et Nakajima

La superficie du jardin est de 43 070,53 m2. Il y a un chemin circulaire autour du bassin central Sensui (9 000 m2), qui est le cœur du jardin. À l'origine il s'agissait d'un étang d'eau salée, cependant, tandis que la terre autour est reprise sur la mer, l'étang est rempli d'eau douce. Le bassin comprend quatre îles, « Nakajima » la centrale et les plus petites « Ukishima », « Oshima » et « Yukimi-toro ». Deux ponts permettent le franchissement de l'étang par la plus grande île « Nakajima ». « Oshima » est proche de la berge et peut également être traversée. L'inspiration pour l'étang vient du lac de l'ouest dans le Hangzhou, et les rochers sur l'îlot central représentent les montagnes du lac de l'Ouest. Un coin de l'étang comprend une plage de sable appelée « Suhama », bien que la natation n'est pas recommandée.
Le point culminant du parc est la colline Oyama, de laquelle s'écoule une cascade sèche en pierre nommée « Karetak ». Un tōrō (lanterne de pierre) est censé être un bon endroit pour observer la neige, même si Tokyo reçoit rarement de la neige aujourd'hui. Le treillis de glycine dans la zone de pique-nique est aussi notable, surtout quand les glycines fleurissent au début du mois de mai.
Près du bureau du jardin se trouve également un terrain d'archerie japonaise et une aire de jeux pour les enfants. Le jardin est entouré de gratte-ciel et de hauts immeubles.

## Plantes et animaux
Parmi les plantes du jardin se trouvent des pins noirs du Japon, des camphriers, des rhododendrons, des persea, des iris japonais, des platycodon grandiflorus, des crinum latifolium, des wisteria japonais, des farfugium japonicum et des Sycoris.
La faune est composée d'aigrettes garzette, de canards à bec tacheté et de carpes, et aussi de façon saisonnière de fuligules morillon, de canards pilet  et de fuligules milouin.